# Conjunto derivado
En matemáticas, más específicamente en topología, el conjunto derivado de un subconjunto S de un espacio topológico es el conjunto de todos los puntos límite de S. Se denota generalmente con la notación {\displaystyle S'}.
El concepto fue introducido por primera vez en 1872 por Georg Cantor, quien desarrolló la teoría de conjuntos en gran parte para estudiar los conjuntos derivados en la recta real.

## Propiedades
Un subconjunto S de un espacio topológico es un cerrado precisamente cuando {\displaystyle S'\subseteq S}, es decir, cuando {\displaystyle S} contiene todos sus puntos límite. Dos subconjuntos S y T están separados precisamente cuando son disjuntos y cada uno es disjunto del conjunto derivado del otro (aunque los conjuntos derivados no necesitan ser disjuntos entre sí).
El conjunto S se define como un conjunto perfecto si {\displaystyle S=S'}. De forma equivalente, un conjunto perfecto es un conjunto cerrado sin puntos aislados. Los conjuntos perfectos son particularmente importantes en las aplicaciones del Teorema de categorías de Baire.
Una biyección entre dos espacios topológicos es un homeomorfismo si y solo si el conjunto derivado de la imagen (en el segundo espacio) de cualquier subconjunto del primer espacio es la imagen del conjunto derivado de ese subconjunto.
El Teorema de Cantor–Bendixson indica que cualquier espacio polaco puede ser escrito como la unión de un conjunto numerable y un conjunto perfecto. Debido a que cualquier subconjunto Gδ de un espacio polaco es de nuevo un espacio polaco, el teorema también muestra que cualquier subconjunto Gδ de un espacio polaco es la unión de un conjunto numerable y un conjunto que es perfecto con respecto a la topología inducida.

## Topología en términos de conjuntos derivados
Debido a que los homeomorfismos se pueden describir enteramente en términos de conjuntos derivados, los conjuntos derivados se han utilizado como noción primitiva en topología. Un conjunto de puntos X se puede equipar con un operador * asociando subconjuntos de X a subconjuntos de X, de modo que para cualquier conjunto S y para cualquier punto a, se tiene que:
1. {\displaystyle \emptyset ^{*}=\emptyset }
2. {\displaystyle S^{**}\subseteq S^{*}}
3. {\displaystyle a\in S^{*}\implies a\in (S\setminus \{a\})^{*}}
4. {\displaystyle (S\cup T)^{*}\subseteq S^{*}\cup T^{*}}
5. {\displaystyle S\subseteq T\implies S^{*}\subseteq T^{*}}

Teniendo en cuenta que dado 5, 3 es equivalente a 3' (párrafo siguiente), y que 4 y 5 juntos son equivalentes a 4' (párrafo siguiente), entonces se tienen los siguientes axiomas equivalentes:
1. {\displaystyle \emptyset ^{*}=\emptyset }
2. {\displaystyle S^{**}\subseteq S^{*}}

 3'. {\displaystyle S^{*}=(S\setminus \{a\})^{*}}
 4'. {\displaystyle \,(S\cup T)^{*}=S^{*}\cup T^{*}}
Denominar un conjunto S cerrado si {\displaystyle S^{*}\subseteq S} definirá una topología en el espacio en el cual * es el operador del conjunto derivado, es decir, {\displaystyle S^{*}=S'\,\!}. Si también se requiere que el conjunto derivado de un conjunto que consta de un solo elemento esté vacío, el espacio resultante será un espacio T1. De hecho, 2 y 3' pueden fallar en un espacio que no sea T1.

## Clasificación de Cantor-Bendixson
Para números ordinales α, el derivado de Cantor-Bendixson αenésimo de un espacio topológico está definido por inducción transfinita como sigue:
- {\displaystyle \displaystyle X^{0}=X}
- {\displaystyle \displaystyle X^{\alpha +1}=(X^{\alpha })'}
- {\displaystyle \displaystyle X^{\lambda }=\bigcap _{\alpha <\lambda }X^{\alpha }} para ordinales límite λ.

La secuencia transfinita de los derivados de Cantor-Bendixson de X debe eventualmente ser constante. El ordinal más pequeño α tal que Xα+1 = Xα se denomina clasificación de Cantor-Bendixson.